# バンピィな男たち
バンピィな男たちは、1992年4月～7月までフジテレビで放送されていたテレビ番組である。男性ヌードをテーマとして、深夜に放送されていた。全14回。
素人の男性モデルのヌードをメインとして、時には彼らの生活なども撮る異色の番組であった。女性ディレクターによる女性のための番組というコンセプトであったが、『別冊宝島EX　ゲイのおもちゃ箱』で「金字塔」と評されるなど、ゲイの間でも話題になっており、また実際にゲイのクリエイターも制作に関わっていた。オープニングはライト・セッド・フレッドの I'm Too Sexy である。
タイトルの「バンピィ」は英語の bumpy （でこぼこしたの意）に由来するか。

## 放送回
20分番組で、通常は土曜日の午前3時55分（金曜日 27時55分）から始まる。開始時間が違う場合のみ、下記に記す。
1. 4月18日 - 唯一の黒人モデルの回
2. 4月25日 -
3. 5月9日 4時50分～ -
4. 5月16日 -
5. 5月23日 4時25分～ -
6. 5月30日 -
7. 6月6日 -
8. 6月13日 -
9. 6月20日 -
10. 6月27日 -
11. 7月4日 -
12. 7月11日 4時10分～ -
13. 7月18日 4時10分～ -
14. 7月25日 4時10分～ -